# باول برايس (لاعب إسكواش)
باول برايس (بالإنجليزية: Paul Price) هو لاعب إسكواش أسترالي، ولد في 6 مايو 1976 في ملبورن في أستراليا.

## وصلات خارجية
- باول برايس على موقع SquashInfo.com (الإنجليزية)
- باول برايس على موقع اتحاد ألعاب الكومنولث (مؤرشف) (الإنجليزية)